# عبد الواحد الراضي
عبد الواحد الراضي (4 يناير 1935 - 26 مارس 2023)، هو سياسي مغربي، من مؤسسي الاتحاد الوطني للقوات الشعبية والاتحاد الوطني لطلبة المغرب. شغل منصب وزارة التعاون ووزارة العدل، كما ترأس البرلمان.

## مسيرته
ولد بمدينة سلا وتابع بها دراسته الابتدائية، انتقل بعدها إلى الرباط وحصل على الباكالوريا والتحق بجامعة السوربون بباريس لمتابعة دراسته الجامعية.

### الاستقلال
كان عبد الواحد الراضي من مؤسسي الاتحاد الوطني للقوات الشعبية سنة 1959.
كما ساهم سنتي 1955 و 1956 في تأسيس عدد من الجمعيات التربوية والثقافية والمنظمات النقابية، كحركة الطفولة الشعبية والجمعية المغربية لتربية الشبيبة والاتحاد الوطني لطلبة المغرب.
ساهم مع المهدي بن بركة في الإعداد والإشراف على بناء طريق الوحدة في بداية مرحلة استقلال المغرب.

### النشاط النقابي والسياسي
بين 1958 و 1960 انتخب كاتبا عاما لفدرالية الاتحاد الوطني لطلبة المغرب بفرنسا، حيث كان يتابع دراسته العليا. كما كان من مؤسسي ومسؤولي كنفدرالية طلبة شمال إفريقيا.
انتخب عضوا في المجلس الوطني للاتحاد الوطني للقوات الشعبية سنة 1962 ثم عضوا في لجنته الإدارية عام 1967.
وانتخب عضوا في المكتب السياسي للاتحاد الاشتراكي للقوات الشعبية منذ 1989. وفي سنة 2003، انتخب نائبا للكاتب الأول للحزب، ثم كاتبا أولا للحزب خلال المؤتمر الوطني الثامن للحزب سنة 2008.

### التعليم
عمل كأستاذ لعلم النفس الاجتماعي بجامعة محمد الخامس بالرباط، وتولّى مهمة الكاتب العام للنقابة الوطنية للتعليم العالي من 1968 إلى 1974، وهي نفس الفترة التي ترأس خلالها شعبة الفلسفة وعلم الاجتماع وعلم النفس بكلية الآداب والعلوم الإنسانية.

### البرلمان
انتخب منذ 1963 نائبا برلمانيا، وأعيد انتخابه عضوا في مجلس النواب خلال الولايات التشريعية 1977-1984 و 1984-1993 و 1993-1997 و 1997-2002 و 2002-2007، وبين 2007 و 2012.
تولّى خلال الولاية التشريعية 1963- 1964 رئاسة لجنة الوظيفة العمومية والإصلاح الإداري ومهمة نائب رئيس الفريق الاتحادي بمجلس النواب.
سنة 1993 انتخب نائبا أولا لرئيس مجلس النواب ثم رئيسا للمجلس خلال الولايتين التشريعيتين (1997 – 2002) و (2002 – 2007).

### منظمات دولية
سنة 1984 عين أمينا عاما للاتحاد العربي الإفريقي الذي كان يضم المغرب والجماهيرية الليبية. وانتخب في أكتوبر 1998 رئيسا مشاركا للمنتدى البرلماني الأورو متوسطي إلى جانب رؤساء البرلمان الأوروبي المتوالين خلال الفترة من 1998 إلى مارس 2004، تاريخ تحويل المنتدى إلى جمعية برلمانية أورو متوسطية الذي كان أحد مؤسسيها البارزين.
وتولّى رئاسة مجلس الشورى لاتحاد المغرب العربي من شتنبر 2001 إلى مارس 2003. وترأس اتحاد مجالس الدول الأعضاء في منظمة المؤتمر الإسلامي من 2001 إلى 2004.

### الوزارة
عينه الملك الحسن الثاني وزيرا للتعاون عام 1983. وفي يوم 15 أكتوبر 2007 عينه الملك محمد السادس وزيرا للعدل.

## وفاته
توفي عصر يوم الأحد 26 مارس 2023 في باريس، بعد معاناة طويلة مع المرض.